# Górki (Częstkowo)
Górki – część wsi Częstkowo w Polsce, położona w województwie pomorskim, w powiecie wejherowskim, w gminie Szemud. Wchodzą w skład sołectwa Częstkowo.
W latach 1975–1998 Górki administracyjnie należały do województwa gdańskiego.